# Margaretha Coppier

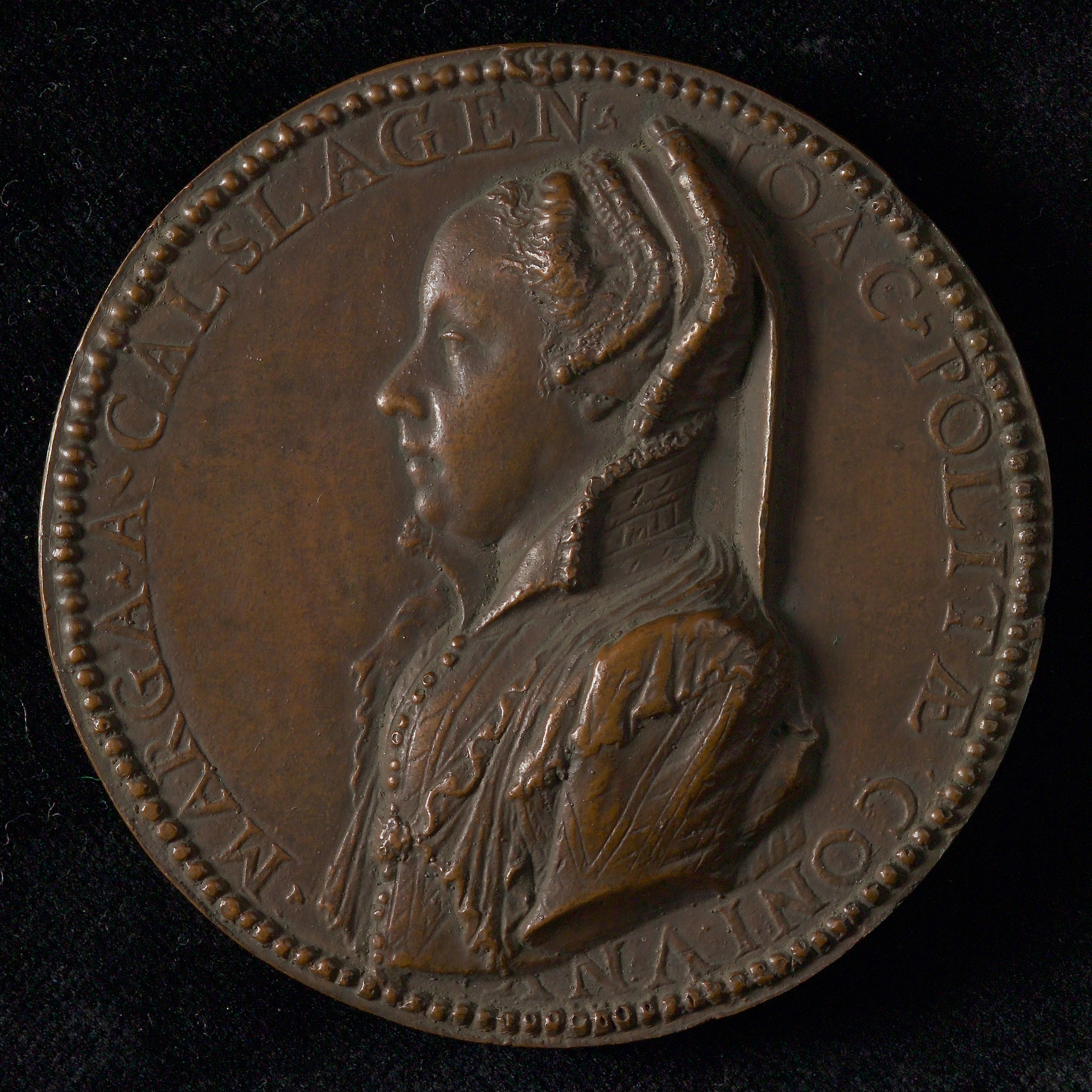
Margaretha van Kalslagen penning, collectie Rotterdam Museum

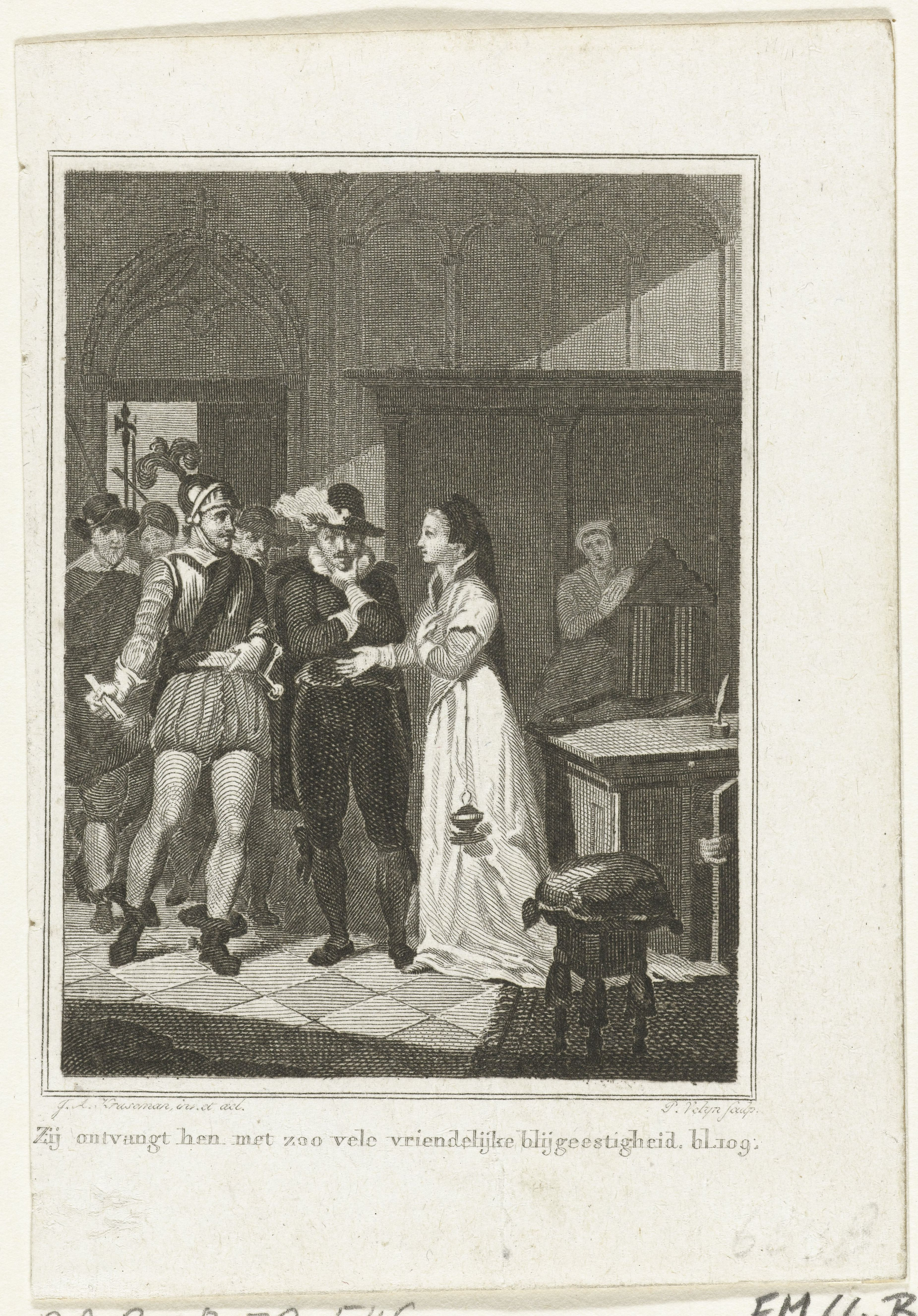
Margaretha Coppier verbergt soldaten van de prins in haar woning te Antwerpen

Margaretha Coppier van Kalslagen, (1516 - 1597), dochter van Jacob Coppier, heer van Kalslagen en Margaretha van Roon, heeft een belangrijke rol gespeeld bij de (mislukte) poging om Antwerpen in 1574 van binnenuit op de Spanjaarden te veroveren.
Margaretha Coppier. van Kalslagen huwde twee keer, Coppiers alternatieve namen zijn: Margaretha Polites en Margaretha Martini.
Margaretha's eerste echtgenoot was jurist mr. Joachim Burgher afkomstig uit Goes, die de gelatiniseerde naam Polites gebruikte. Polites was een veelzijdig ontwikkeld man en leefde aanvankelijk van lesgeven tot hij in 1541 werd benoemd tot griffier van Antwerpen. Na diens dood in 1569 trouwde Margaretha met de Antwerpenaar Willem (Guillaume) Martini. Martini was lid van de Raad van Brabant voordat hij in 1565 werd benoemd tot griffier van Antwerpen. Mogelijk was Martini de opvolger van Polites.
In 1574 had Willem van Oranje het plan opgevat Antwerpen van binnenuit op de Spanjaarden te veroveren. Daarom waren enkele duizenden soldaten de stad binnengesmokkeld. De familie Coppier was Oranjegezind en persoonlijk bevriend met Willem van Oranje. Om die reden waren ze vanuit de Noordelijke Nederlanden gevlucht naar Antwerpen. Zowel Adries Coppier, halfbroer van Margaretha, als Willem Martini zaten in het complot van Willem van Oranje. De Spaanse landvoogd Luis de Zúñiga y Requesens was dit complot ter oren gekomen en had opdracht gegeven overal huiszoekingen te doen. Andries werd opgepakt en gemarteld maar had niets los gelaten over de betrokkenheid van Margaretha en haar echtgenoot. In hun huis hadden de leiders van het complot zich verstopt. Dat waren Maarten Neijen, griffier van de Rekenkamer van Antwerpen, en twee geuzen: Nicolaas Ruichaver en Josua Alveringen, deze laatste was een halfbroer van Margaretha. Margaretha kon op tijd gewaarschuwd worden en stond de huiszoekers onverschrokken te woord, zelfs toen de onderzoekers op de tafelkast waarin een van de leiders zich verstopt had, op een plakkaat een grote beloning op de hoofden van deze drie voormannen zetten.
Dankzij het kordate optreden van Margaretha Coppier en haar echtgenoot Willem Martini, hebben bij de mislukte aanslag op Antwerpen maar drie mensen de dood gevonden.
Margaretha Coppier bleef kinderloos en overleed in 1597 in Breda.
Haar naam is bewaard gebleven door vermelding in de Nederlandsche Historien van P.C. Hooft.

## Poëzie
In de bundel Vaderlandsche poëzy. Deel 1 (1840) van Prudens van Duyse is een gedicht opgenomen over Margaretha van Kalslagen. Het gedicht is opgebouwd uit 19 stroven. De eerste regels zijn:
Uw boezem, reine bron van zalvend mededoogen,
Ontlaedt een milden stroom van zegenvolle hulp.
F. Blieck.

## Hof van Alfen
Hof van Alfen of Huis Kalslagen was het hoofdverblijf van de familie Jacob Copier van Kalslagen. Op de plek waar nu aan de Hoflaan in Alphen aan de Rijn het wooncomplex De Jozef staat, heeft het Hof van Alfen gestaan. Het Hof werd in 1802 gesloopt. Restanten zijn in 2020 aangetroffen. Inwoners van Alphen zijn van plan om deze vergeten historische geschiedenis van Margaretha Coppier uit de vergetelheid te halen en het de aandacht te geven die het verdient.

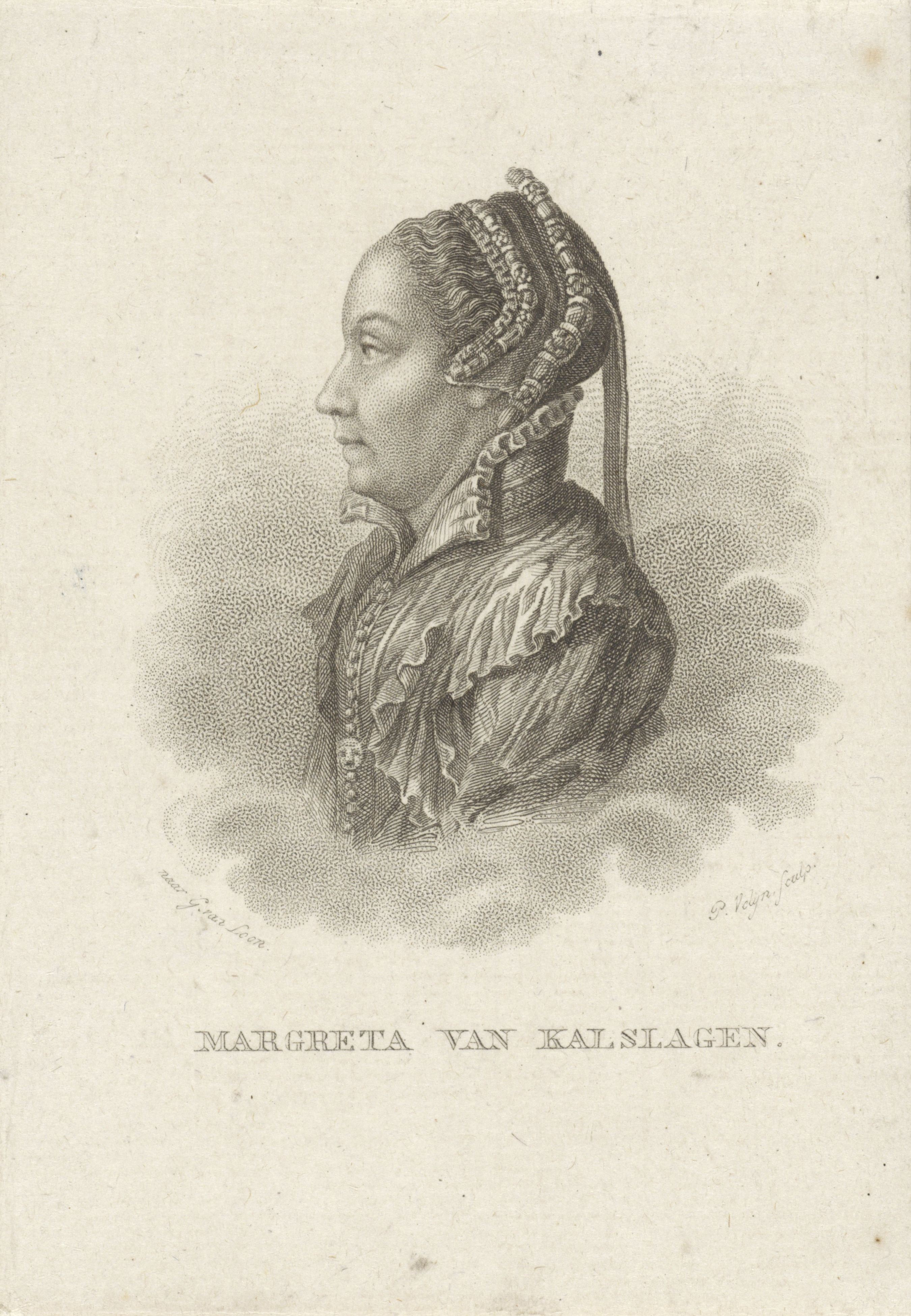
Portret uit 1797 - 1836 van Margaretha Coppier
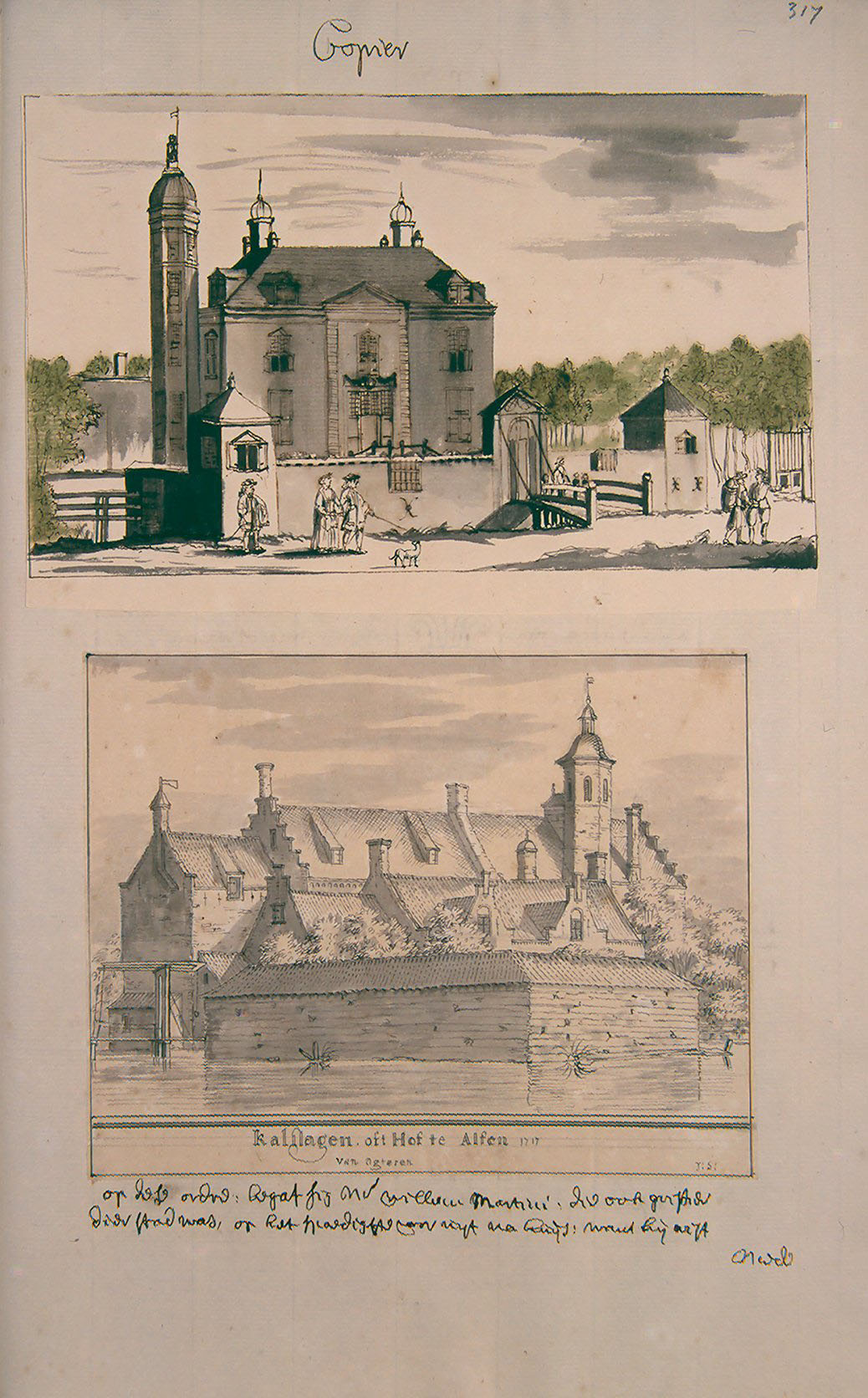
Hof van Alfen